# Илиопулос, Иоаннис
Иоа́ннис (Джон) Илио́пулос (греч. Ιωάννης Ηλιόπουλος, англ. John Iliopoulos; род. 1940, Каламата, Пелопоннес, Греция) — греческий и французский физик. Является первым учёным, представившим Стандартную модель в одном докладе[уточнить]. В 1970 году, совместно c Ш. Глэшоу и Л. Майани, предсказал существование очарованных частиц и очарованного кварка на основе создания ГИМ-механизма (механизма Глешоу — Илиопулоса — Майани) сокращения расходимостей в диаграммах типа «квадратик». Эта работа стала важнейшим шагом в развитии современной теории фундаментальных взаимодействий.
Илиопулос также известен открытием D-действия Файе — Илиопулоса (1974).
В настоящее время является почётным профессором лаборатории теоретической физики в Высшей нормальной школе в Париже (Франция).

## Карьера и основные научные достижения
Иоаннис Илиопулос родился в 1940 году в Каламате (Пелопоннес, Греция).
В 1962 году окончил Афинский национальный технический университет по профессии «инженер-технолог в отрасли машиностроения». Продолжил свои исследования в области теоретической физики в Парижском университете.
В 1963 году получил диплом об окончании курса усовершенствования (фр. Diplôme d'études approfondies, DEA), в 1965 году — звание доктора (фр. Doctorat 3e Cycle), а в 1968 году — вторую докторскую степень (фр. Doctorat D 'Etat).
В 1966—1968 гг. был учёным Европейской организации по ядерным исследованиям (Женева, Швейцария).
В 1969—1971 гг. являлся научным сотрудником в Гарвардском университете (США). В 1971 году вернулся в Париж и начал работать в Национальном центре научных исследований.
В 1991—1995 гг. и 1998—2002 гг. также занимал должность заведующего лабораторией теоретической физики в Высшей нормальной школе в Париже.
В 2002 году Иоаннис Илиопулос стал первым лауреатом премии Бодосакиса (греч. Αριστείο Μποδοσάκη), учрежденной Фондом Бодосакиса для признания греков, которые внесли значительный вклад в развиваемые ими области науки.
В 1987 году Иоаннис Илиопулос и Лучано Майани были совместно удостоены третьей по счету премии Сакураи «за работу по слабым взаимодействиям очарованных частиц, ставшую важнейшим шагом в развитии современной теории фундаментальных взаимодействий».
В 2007 году Илиопулос и Майани получили медаль Дирака от Международного центра теоретической физики имени Абдуса Салама «за работу по физике очарованного кварка, большой вклад в рождение стандартной модели и современную теорию элементарных частиц».

## Награды и премии
За время своей научной карьеры Илиопулос получил множество международных наград:
- Премия Поля Ланжевена, Французское физическое общество, Франция, (1978)
- Премия Жана Рикара, Французское физическое общество, Франция, (1984)
- Премия Сакураи, Американское физическое общество, США, (1987)
- Премия Бодосакиса, Фонд Бодосакиса, Греция (2002)
- Медаль Маттеуччи, Академия сорока , Италия, (2005)
- Медаль Дирака, Международный центр теоретической физики имени Абдуса Салама, Италия, (2007)
- Премия в области физики частиц и физики высоких энергий, Европейское физическое общество, Франция, (2011)

Также является:
- членом-корреспондентомом Афинской Академии наук (1980)
- иностранным членом Французской академии наук (2002)[2]
- почётным доктором следующих университетов:
  - Средиземноморского университета Экс-Марсель II (1996)
  - Университета Крита (1999)
  - Университета Янины (2002)
  - Университета города Патры (2004)